# Westsylvania
Westsilvania (en inglés: Westsylvania) es el nombre que los colonos de los territorios actuales del suroeste de Pensilvania y noroeste de Virginia Occidental dieron a su proyecto de constituirse en decimocuarta colonia en 1775 y Estado en 1783.

## Las razones del proyecto
Los habitantes de la zona, en el contexto de agitación previa a la Guerra de la Independencia y con argumentos similares, se apoyaron básicamente en:
- El escaso apoyo que recibían desde los gobiernos de ambas colonias,
- La situación confusa respecto a las delimitaciones de jurisdicción, ya que era una zona en disputa entre Pensilvania y Virginia, con las que conllevaba pertenecer a una u otra (impuestos, precios de las tierras, …)
- La lejanía efectiva entre la zona transmontana, separada por los Montes Allegheny, y cualquiera de las estructuras administrativas de ambas colonias.

Asimismo, contaban con el precedente, en la misma zona de Pittsylvania o Vandalia, así como de proyectos similares en el Valle del Ohio y la zona tras los Montes Allegheny

## El primer intento
En octubre de 1775, la solicitud fue elevada a los representantes de las colonias reunidas en el Segundo Congreso Continental de Filadelfia (10 de mayo de 1775-1 de marzo de 1781).
El Estado de Westsilvania cubriría los territorios de Suroeste de Pensilvania, el Noroeste de Virginia (la mayoría de Virginia Occidental y partes de Virginia y Kentucky occidental (similar al proyecto de Estado de Vandalia) y el saliente (panhandle) de Maryland.
Nuevamente en agosto de 1776 se reiteró la petición para la formación de una “colonia hermana y la decimocuarta provincia de la Confederación Americana”
La prioridad del momento era la lucha contra la Corona del Reino Unido, con lo que la iniciativa decayó.

## El segundo intento
La cuestión resurgió en 1782, una vez rendido el ejército británico, cuando buscando seguridad jurídica para sí y sus bienes en un territorio de jurisdicción disputada, poco protegidos ante las incursiones de las tribus nativoamericanas y con dudas respecto a la continuidad de Fort Pitt acabada la contienda, los colonos retomaron el proyecto de crear un Estado.
El impulso vino inspirado en el ejemplo de la República de Nueva Connecticut, futuro Estado de Vermont, y la argumentación iba desde los Artículos de la Confederación a hacer valer su participación en la Guerra de Independencia.
Así, en enero de 1783, se presentó la petición, avalada por 1750 signatarios, para establecer el Estado de Westsylvania en los territorios comprendidos entre los ríos Muskingum y Kanawha y el lago Erie, llegando hasta los Montes Allegheny, con capital en Pittsburgh.
La petición al Congreso se basaba en la potestad de este de establecer nuevos Estados o delimitar las fronteras de los existentes, como ya había hecho.
El principal defensor de este nuevo intento fue Hugh Henry Brackenridge, futuro presidente de la Corte Suprema de Pensilvania.